# Nelly Ayllón
Nelly Ayllón (Buenos Aires, Argentina; 1919) fue una actriz de radio, cine y teatro argentina.

## Carrera
Ayllón fue una actriz del Teatro Liceo que llegó rápidamente a ocupar lugares protagónicos en el cine y sobre todo en el teatro.
Dirigida por el director argentino José A. Ferreyra encabezó el elenco de la película Calles de Buenos Aires en 1933, junto a actores como Mario Soffici, Guillermo Casali, Leonor Fernández y Miguel Gómez Bao y con música de la orquesta de Francisco Canaro. En 1938 trabaja a las órdenes de Manuel Romero en un filme protagonizado por Niní Marshall, Mecha Ortiz, Tito Lusiardo, Alímedes Nelson, Sabina Olmos y Pepita Serrador.
En teatro integró el elenco de la compañía de la actriz Pierina Dealessi con quien hizo numerosas obras entre las que se encuentran La gallina clueca, estrenada en el Teatro Liceo, y La gruta de la fortuna, donde actuaban Gregorio Cicarelli, Marcos Zucker, Nélida Quiroga y Pascual Pelliciota, con música a cargo de la orquesta de Julio Polledo con  el cantor Osvaldo Belgrano y la cancionista Alicia Moreno.

## Rivalidades con Eva Perón y exilio
Al comienzo de su carrera artística Eva Duarte llegó a estar muy unida a Nelly Ayllón y otras actrices como Helena Zucotti o Anita Jordán. La amistad entre Duarte y Alyllón acabó por un altercado sobre Rafael Firtuoso, un reconocido productor teatral, amante de Ayllón y que la incluyó en varios de sus éxitos.
Una vez que Eva conoce al general Juan Domingo Perón  pasa a ser la primera presidente de la nación. Nelly Ayllón, tras varios fracaso actorales abandona en 1960 la actuación

## Filmografía
Intervino en las siguientes películas:
- 1938: Mujeres que trabajan.
- 1933: Calles de Buenos Aires

## Teatro
- 1945: Mercado de amores
- 1945: Una noche en Viena
- 1945: El Pibe Piraña o Pajuerana Zonza, junto a la Compañía Cómica Argentina de Juan Dardés, Fina Suárez, Enrique Giacobino.
- 1938: El Cura de Santa Clara.
- 1938: Si los viejos levantaran la cabeza.
- 1938: La Gruta de la Fortuna.